# Vlag van Kalmar

Vlag van Kalmar län

De vlag van Kalmar is de vlag van Kalmar län, een provincie in Zweden. De vlag bestaat uit vier delen afgeleid uit de vlaggen van de landschappen Småland en Öland. Het is een vierkante banier van het wapen van deze Zweedse provincie. De vlag en het wapen werd op 6 oktober 1944 officieel aangenomen.

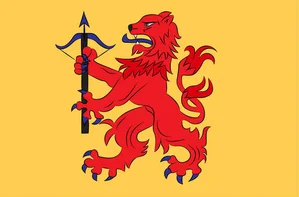
Vlag van Småland
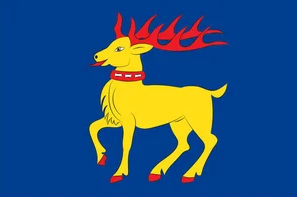
Vlag van Öland